# ويليام جي. ديفر
ويليام جي. ديفر (بالإنجليزية: William G. Dever)‏ هو عالم عقيدة وعالم إنسان أمريكي، ولد في 27 نوفمبر 1933 في لويفيل في الولايات المتحدة.